# Чинц
Чинц  (Ситец) англ. chintz, от chīnt — пёстрый, пятнистый) — индийская ткань из льна или хлопка, украшенная рисунком, чаще всего с цветочными и растительными мотивами на светлом фоне. С XIX века в англоязычных странах термин употребляется для обозначения соответствующего декоративного стиля.
Также чинцем называется набивная лощёная хлопчатобумажная ткань, поверхность которой производит впечатление натёртой воском. Имеет особенное покрытие, придающее характерный блеск и противостоящее загрязнению, не пачкается и не смачивается водой.

## История
Текстиль с нанесённым вручную витиеватым рисунком производился в Индии задолго до появления здесь европейцев. Ткань производилась как для местных нужд, так и для экспорта в Голконду, Юго-Восточную Азию и другие азиатские регионы, вплоть до Таиланда. Первые образцы чинца попали в Европу в самом начале XVII века и быстро завоевали рынок. Ткань стала особенно популярной в Англии и Голландии, её широко использовали в одежде и в оформлении интерьера на протяжении XVII и XVIII веков, вплоть до начала XIX века. 
Основным местом производства чинца было юго-восточное побережье Индии, так называемый Коромандельский берег. Также чинц производился в таких городах центральной Индии, как Сиронж и Бурханпур, но лучшие образцы происходят с севера Короманделя. Помимо качества работы, это связано и с тем, что растение Oldenlandia umbellata, из которого добывался красный краситель наилучшего качества, широко культивировалось на побережье, в первую очередь, на плодородных землях дельты Кришны.  
Контуры рисунка наносили на ткань вручную, с помощью бамбуковой палочки с тупым концом (т. н. калам), окраска производилась с помощью морданта и резервного крашения, когда ткань последовательно опускали в чаны с синим и красным красителями. Жёлтый и индиго (встречающийся реже) наносили кистью прямо на ткань. Позднее стали появляться образцы, соединяющие в себе контурный рисунок, нанесённый каламом и последующую блоковую печать (т. н. kalamkari). 
Основные этапы создания полихромного рисунка:
- Узор, нанесённый на ткань от руки либо через трафарет, обводится при помощи калама железным мордантом, дающим чёрный цвет;
- квасцы вступают в реакцию с пигментом, добытым из корня чея, придавая нужным участкам красный цвет;
- повторное нанесение квасцов и растительного пигмента позволяют получить красный цвет различных оттенков;
- отрез ткани покрывается пчелиным воском за исключением участков, которые должны быть окрашены в синий цвет, после чего ткань погружается в чан с индиго;
- для получения жёлтого цвета нужный пигмент наносится прямо на соответствующие участки; зелёный цвет получается при помощи нанесения жёлтого пигмента поверх участков, предварительно окрашенных в синий.

Для достижения специфического блеска ткань полировали с помощью раковин или же отбивали деревянными молотками (этот эффект исчезает со временем и практически не сохранился на дошедших до нашего времени образцах). 
Во второй половине XVIII века более доступной заменой дорогого чинца стала набивная, преимущественно монохромная, туаль-де-жуи, производимая на мануфактуре Жуи, основанной в 1760 году К.-Ф. Оберкампфом в Жуи-ан-Жоза близ Версаля. К началу XIX века широкое распространение тканей с набивной печатью положило конец ручному и кропотливому производству чинца.